# Rigadin n'aime pas le vendredi 13
Pour plus de détails, voir Fiche technique et Distribution.
Rigadin n'aime pas le vendredi 13 (ou Rigadin n'a pas de chance) est un film muet français réalisé par Georges Monca, sorti en 1911.

## Fiche technique
- Titre : Rigadin n'aime pas le vendredi 13
- Titre de travail : Rigadin n'a pas de chance
- Réalisation : Georges Monca
- Scénario : Guillaume Livet
- Photographie :
- Montage :
- Société de production : Société cinématographique des auteurs et gens de lettres (S.C.A.G.L)
- Société de distribution : Pathé Frères
- Pays d'origine :  France
- Langue : film muet avec les intertitres en français
- Métrage : 145 mètres
- Format : Noir et blanc — 35 mm — 1,33:1 — Muet
- Genre :  Comédie
- Durée : 4 minutes et 50 secondes
- Dates de sortie : 
  - France : 14 juillet 1911

## Distribution
- Charles Prince : Rigadin
- Paul Landrin
- Germaine Reuver
- Maria Fromet
- Gabrielle Lange
- Pâquerette
- Vernaud